# Georg Kreisler
Georg Franz Kreisler (geb. 18. Juli 1922 in Wien; gest. 22. November 2011 in Salzburg) war ein Komponist, Pianist, Sänger und Dichter. Er stammte aus einer österreichischen jüdischen Familie. Aufgrund seiner jüdischen Herkunft war er nach der Machtübernahme der Nationalsozialisten in Österreich 1938 mit seinen Eltern in die Vereinigten Staaten emigriert und nahm 1943 die US-amerikanische Staatsbürgerschaft an. 1955 kehrte er nach Europa zurück.

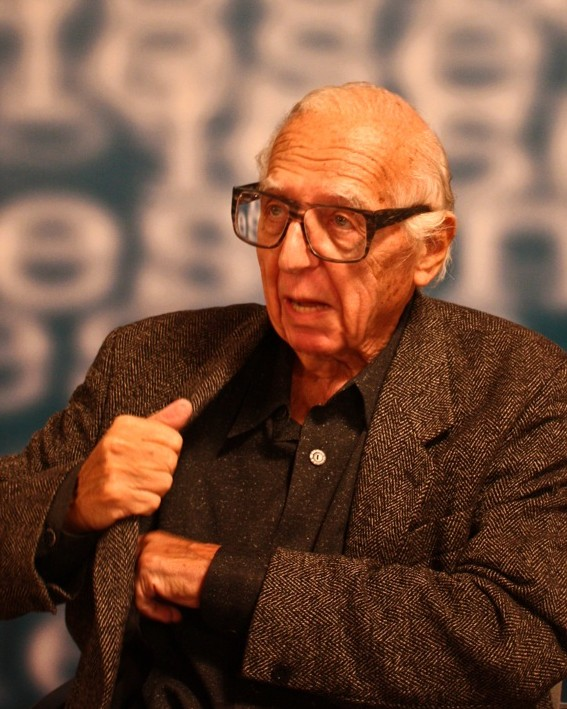
Georg Kreisler (2009)

Dass er vorrangig als Kabarettist bezeichnet wurde, stieß bei Kreisler, der diesen Beruf in jungen Jahren zur Bestreitung seines Lebensunterhalts ausgeübt hatte, immer wieder auf Abwehr. Ebenso verwahrte er sich dagegen, als Österreicher bezeichnet zu werden: „Aber auf keinen Fall bin ich Österreicher […]. Ich bin seit 1943 amerikanischer Staatsbürger, obwohl mir der Clinton noch nie zum Geburtstag gratuliert hat.“ Weltanschaulich betrachtete er sich als Anarchisten.
Die Anfänge seiner Karriere lagen in den USA. Seit der Mitte der 1950er Jahre wurde er im deutschen Sprachraum durch Variationen von Liedern Tom Lehrers und durch Wienerlieder-Parodien bekannt, etwa Tauben vergiften, Der Tod, das muss ein Wiener sein und Wien ohne Wiener. Mit seinem schwarzen, tiefsinnigen Humor und Sprachwitz hat Kreisler das musikalische deutschsprachige Kabarett seiner Zeit als Interpret und Verfasser eigener Werke stark geprägt.

## Leben

### Jugend
Georg Kreisler wurde als einziges Kind des jüdischen Rechtsanwalts Siegfried Kreisler (1884–1970) und dessen Frau Hilda (1895–1942) im Wiener Sanatorium Hera geboren. Er hatte insgesamt 14 Tanten und Onkel. Im Alter von sieben Jahren begann er Klavier zu spielen, später erhielt er auch Unterricht in Geigenspiel und Musiktheorie. Sein Vater hatte eine Kanzlei in der Burggasse 58, Georg selbst besuchte das Gymnasium Kandlgasse in Wien-Neubau.
Seit dem „Anschluss Österreichs“ 1938 waren auch österreichische Juden den Repressalien gemäß den Rassengesetzen des Nationalsozialismus ausgesetzt. Im April 1938 wurden Kreisler und die anderen jüdischen Schüler ausgeschlossen. Kreisler berichtete, dass die christlichen Mitschüler ein Spalier bildeten und ihre jüdischen Mitschüler beim Verlassen des Gymnasiums beschimpften, bespuckten und schlugen. Es gelang seinem Vater, noch rechtzeitig Ausreisepapiere zu erlangen und unter Verlust fast des gesamten Vermögens mit der Familie über Genua und Marseille in die Vereinigten Staaten zu emigrieren. Auf der Überfahrt fand Georg Kreisler einen Schachpartner in Bugsy Siegel, der als Schiffbrüchiger von seiner steuerlos treibenden Jacht aufgenommen worden war.

### Emigration in die USA
In Hollywood unterstützte ihn sein Vetter, der erfolgreiche Drehbuchautor Walter Reisch, indem er ihm Geld gab und Kontakte zum Filmgeschäft vermittelte. Kreisler wurde mit einer Vielzahl deutsch-jüdischer Exilanten bekannt, die ebenfalls im Filmgeschäft unterzukommen suchten, allerdings kein Englisch sprachen. Mit 19 heiratete er Philine (* 25. Februar 1925; † 25. September 2005), die Tochter des Kabarettisten und Komponisten Friedrich Hollaender. Die beiden zeugten einen Sohn (Thomas Kreisler, 1942–2006) und trennten sich bald wieder. Arnold Schoenberg setzte sich für seine Aufnahme an der University of California, Los Angeles ein, wo er aber abgelehnt wurde, weil er keine Matura (Abitur) vorweisen konnte.
Kreisler wurde 1943 US-amerikanischer Staatsbürger und gleich darauf für den Zweiten Weltkrieg in die US-Armee eingezogen. Nach einer Ausbildung zum Verhörspezialisten in Camp Ritchie wurde er nach England verlegt und war in Yeovil und Devizes stationiert, wo er in Veranstaltungen, die er teilweise zusammen mit Marcel Prawy vorbereitete, Soldaten der D-Day-Truppen unterhielt. Als Soldat war er unmittelbar nach Kriegsende in Deutschland als Übersetzer tätig, verhörte Julius Streicher und begegnete Hermann Göring sowie Ernst Kaltenbrunner.
In die USA zurückgekehrt, war er in Hollywood beim Film beschäftigt und arbeitete dort unter anderem mit Charlie Chaplin zusammen. Chaplin pfiff ihm die Filmmusik für Monsieur Verdoux – Der Frauenmörder von Paris vor, die Kreisler auf Notenpapier schrieb und dann zu Hanns Eisler brachte, der die Orchestrierung besorgte. Auch war es Kreislers Klavierspiel, das aufgenommen wurde, wenn man Chaplin am Klavier sah. Da sein Erfolg insgesamt nur mäßig blieb, übersiedelte er im Oktober 1946 nach New York.
Während seiner dortigen Zeit trat er als Unterhalter in Nachtclubs auf und ging als Interpret eigener, in englischer Sprache verfasster Lieder landesweit auf Tournee. Drei in New York 1947 aufgenommene Schallplatten sind nicht erschienen, weil die Verantwortlichen der Produktionsfirma die teils morbiden oder makabren Lieder für „unamerikanisch“ hielten. Der mangelnde Erfolg seiner vielfältig geäußerten Kulturkritik zog sich von da an durch Kreislers gesamte künstlerische Laufbahn. Er selbst erklärte das aus typischer Ignoranz der Zeitgenossen gegenüber der Satire. Erst im Jahr 2005 kamen die verloren geglaubten Aufnahmen aus dem Jahr 1947 auf einer CD als Beilage zu seiner Biografie heraus. 1950 bekam er ein Angebot, in der New Yorker Monkey Bar zu singen, und trat dort allabendlich auf.

### Rückkehr nach Europa

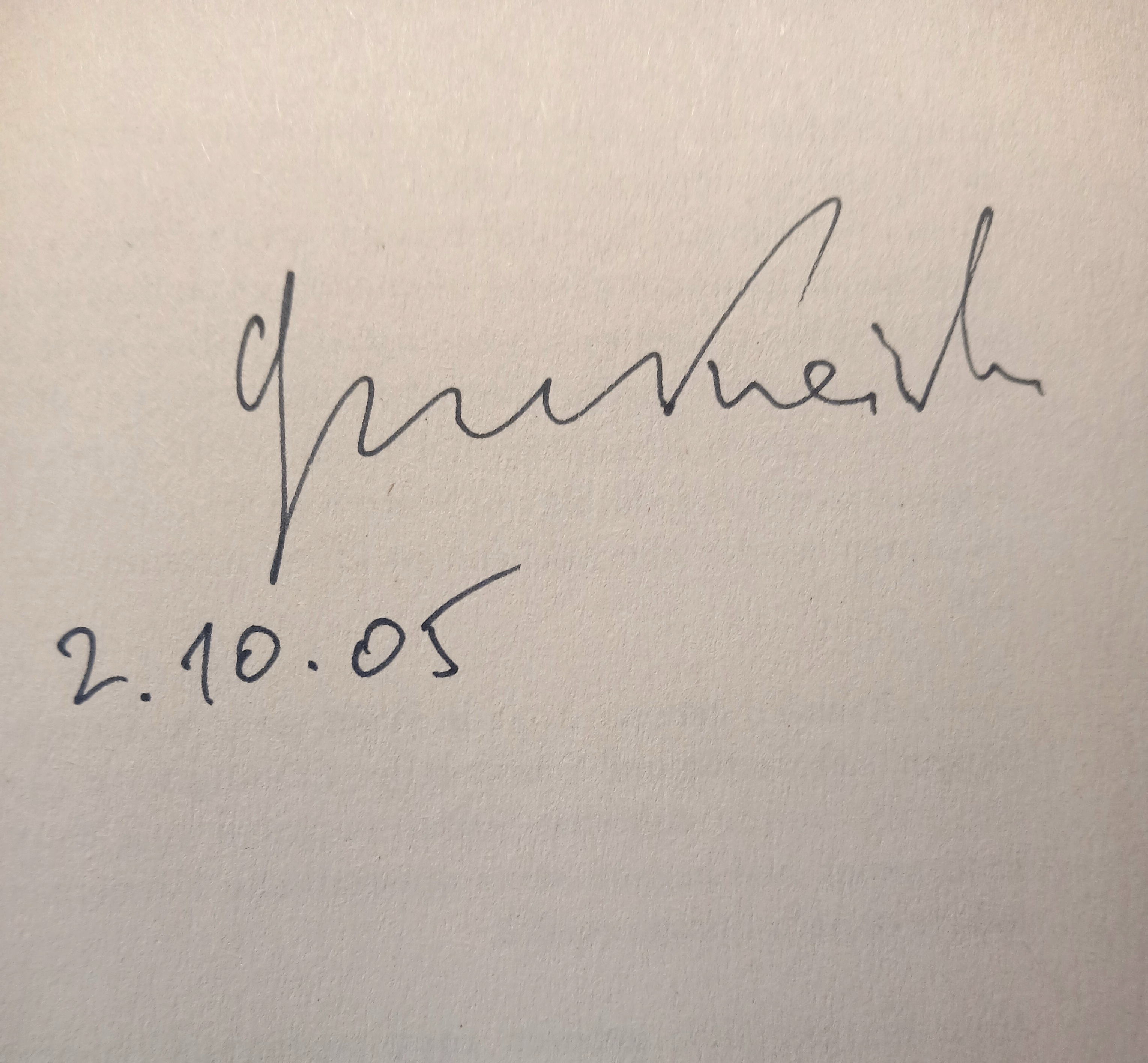
Autogramm von Georg Kreisler (2005)

Im Jahr 1956 hoffte er auf mehr Erfolg in Europa, kehrte nach Wien zurück und traf dort unter anderem mit Hans Weigel, Gerhard Bronner, Peter Wehle und Helmut Qualtinger zusammen. In der Marietta-Bar in der Wiener Innenstadt trat er erstmals mit deutschsprachigen Chansons auf und wurde zeitweise Mitglied des Namenlosen Ensembles um Bronner, Wehle und Qualtinger. Er musste allerdings die Erfahrung machen, dass das Publikum Lieder wie Tauben vergiften keineswegs mit einhelliger Begeisterung aufnahm. Eine Zeitlang durften seine Lieder im Österreichischen Rundfunk nicht gesendet werden.
1958 zog er nach München, wo er, frisch verheiratet, mit seiner dritten Ehefrau Topsy Küppers Chansonabende gab. 1972 spielte er mit dem Gedanken, nach Israel auszuwandern, fuhr dorthin und kam nach wenigen Monaten wieder zurück. 1975 trennten sich Kreisler und Topsy Küppers. 1976 ging er nach Berlin. Ab 1977 trat er mit seiner Lebensgefährtin und späteren Ehefrau Barbara Peters auf, hauptsächlich bei den Wühlmäusen und den Stachelschweinen. 1988 zog er von Berlin nach Hof bei Salzburg, lebte von 1992 bis 2007 in Basel und von Mai 2007 an wieder in Salzburg. Kreisler hatte einen Sohn mit Philine Hollaender, mit Topsy Küppers einen weiteren Sohn und eine Tochter, Sandra Kreisler, die als Chansonsängerin, Autorin, Regisseurin und Sprecherin tätig ist. Er war weitläufig verwandt mit dem Violinvirtuosen und Komponisten Fritz Kreisler.
Ab 2001 trat Georg Kreisler nicht mehr mit seinen Liedern auf. Stattdessen schrieb er Romane, Kurzgeschichten und Essays, komponierte und engagierte sich für eine eigenständige Schweiz und gegen einen EU- bzw. EWR-Beitritt (siehe dazu auch sein Lied Der Euro). In einem offenen Brief an die Repräsentanten des Staates Österreich verbat er sich vor seinem 75. Geburtstag Gratulationen, „weil sich die Republik Österreich in den über vierzig Jahren, seit ich nach Europa zurückgekehrt bin, noch nie um mich geschert hat.“
Seine Tochter Sandra Kreisler wies darauf hin, es sei „in den letzten 60 Jahren noch nicht einmal jemand auf die Idee gekommen, dem Emigranten Kreisler ehrenhalber seine österreichische Staatsbürgerschaft zurückzugeben“. Kreisler selbst sah sich nicht mehr als Österreicher und warf dem Staat vor, die Staatsbürgerschaft nur jenen wieder verliehen zu haben, die sich nach dem Anschluss arrangiert hätten:

„Aber auf keinen Fall bin ich Österreicher, denn im Jahre 1945, nach Kriegsende, wurden die Österreicher, die 1938 Deutsche geworden waren, automatisch wieder Österreicher, aber diesmal nur diejenigen, die die Nazizeit mitgemacht hatten. Wer unter Lebensgefahr ins Ausland geflüchtet wurde, also auch ich, bekam seine österreichische Staatsbürgerschaft nicht mehr zurück.“

Im Jahr 2007 übernahm die Berliner Akademie der Künste Kreislers Vorlass. 2009 erschien seine Autobiographie Letzte Lieder.
Im November 2011 starb Georg Kreisler im Alter von 89 Jahren in Salzburg, nach Angaben seiner Ehefrau Barbara an den Folgen „einer schweren Infektion“. Er wurde am 1. Dezember 2011 auf dem Friedhof Salzburg Aigen beigesetzt; eine Trauerrede hielt Eva Menasse.
Georg Kreisler war ab 1968 Mitglied der Freimaurerloge Sapientia, ab 1977 als auswärtiges Mitglied.

## Stil
Kreisler war ein virtuoser Meister der Sprache, Mimik und Gestik. Er schlüpfte in dutzende verschiedene Sprachmasken, als verführerischer Frauenmörder (Bidla Buh, Machs dir bequem, Lotte) oder als gewalttätiger Unternehmer mit rechter Gesinnung (Kapitalistenlied), er konnte „jüdeln“ in jiddisch gefärbtem Deutsch („Nichtarische Arien“, „Lieder eines jüdischen Gesellen“), böhmakeln wie ein tschechischer Wiener Hausmeister (Telefonbuch-Polka, Der Bluntschli) und im sentimentalen Wienerisch das schmalzige Wienerlied makaber parodieren (Am Totenbett, Der guade alte Franz, Wo sind die Zeiten dahin?). Er hat sich als Nestbeschmutzer mit schweizerdeutschem Tonfall in der Schweiz unbeliebt gemacht (Der Ausländer) und imitierte parodierend pathetische Schnulzensänger (Mütterlein, Lied für Kärntner Männerchor) und Seemannslieder (Der Paule, Der Weihnachtsmann auf der Reeperbahn).
Stilistisch stand Kreisler in der Tradition des singenden Klavierhumoristen, der sich zu eigenkomponierten Liedern selbst begleitet; diese Kunstform wurde bereits Mitte der 1920er Jahre im deutschsprachigen Raum durch Künstler wie Willy Rosen, Austin Egen oder Hermann Leopoldi etabliert.
Seine Lieder, manchmal surrealistisch und der absurden Lyrik zuzurechnen (Zwei alte Tanten tanzen Tango, Frühlingsmärchen, Bessarabien) sind von hintergründigem, oftmals schwarzem Humor geprägt und üben oft, mit den Jahren immer stärker, beißende Kritik an Gesellschaft und Politik. Hierzu gehört auch Das gibt es nur bei uns in Gelsenkirchen.
Viele seiner Lieder sind Klassiker geworden wie Taubenvergiften im Park, Als der Zirkus in Flammen stand, Zwei alte Tanten tanzen Tango, Der Musikkritiker, Der General, Kapitalistenlied, Meine Freiheit, Deine Freiheit, Wir sind alle Terroristen sowie das „Ein-Frau-Musical“ Heute Abend – Lola Blau.
Georg Kreisler war bekennender Anarchist.

## Urheberrechtsprozess
1984 erfuhr Georg Kreisler aus dem Programmheft eines Wiener Theaters, dass sich seine Ex-Frau Topsy Küppers als Autorin seines Stücks Heute Abend: Lola Blau ausgab. In einem 14 Jahre dauernden Rechtsstreit um das Urheberrecht an dem Stück, in dem das Gericht zunächst der Argumentation von Küppers folgte, bekam Georg Kreisler schließlich Recht.

## Plagiatsvorwürfe
1989 erschien Kreislers Autobiographie Die alten, bösen Lieder, in dem Gerhard Bronner „gar nicht gut wegkommt“. Das Buch verschwand unmittelbar nach seinem Erscheinen aus dem Handel und wurde nicht nachgedruckt; es erschien erst acht Jahre später (stark gekürzt und bearbeitet) in einem deutschen Verlag. Der Wiener Verlag Ueberreuter beteuerte, ein Wasserschaden habe die Auflage vernichtet. Kreisler verdächtigte Bronner, hinter dem Verschwinden seines Buches zu stecken. Bronner, der Kreisler sehr hasste, hatte jedenfalls ein Motiv. Bronner war von der Behauptung nicht abzubringen, „Vom Kreisler gibt es keine eigene Zeile. Der hat alles gestohlen.“ Bronner beschuldigte Kreisler 2004 in seiner Autobiografie Spiegel vorm Gesicht. Erinnerungen des Plagiarismus. So beschrieb er, dass Kreisler ihm in der Marietta-Bar von Tom Lehrers Liedern erzählt habe und ebenso zugab, die Idee des Liedes Tauben vergiften von diesem übernommen zu haben. Bronner meinte, „Ich wusste, dass unsere Freundschaft nicht von Dauer sein würde.“ Kreisler selbst bestritt diese Behauptungen energisch. Er gab an, sich in Bronners namenlosem Ensemble nie wohlgefühlt zu haben, da ihm die praktizierte Form des Kabaretts zu wenig kritisch war.
Basierend auf textlichen und musikalischen Ähnlichkeiten wurde Kreisler auch aus anderen Quellen mehrfach vorgeworfen, er habe in drei seiner Chansons Ideen und Material von anderen Künstlern verwendet, ohne dies in der üblichen Weise (z. B. durch „Frei nach einem Lied von …“) anzugeben. Kreislers Ich hab’ deine Hand ist dem Lied von Tom Lehrer I Hold Your Hand in Mine sehr ähnlich, das zuerst im Jahr 1953 im Album Songs by Tom Lehrer erschienen war; Tauben vergiften von Kreisler ähnelt Lehrers Lied Poisoning Pigeons in the Park. Kreisler hätte die Gelegenheit gehabt, dies bei Auftritten von Tom Lehrer zwischen 1953 und 1955 zu hören. Das Mädchen mit den drei blauen Augen von Kreisler ähnelt Abe Burrows’ Lied The Girl with the Three Blue Eyes (erste Tonaufnahme: 1950).
In seiner Autobiografie bestritt Kreisler ein Plagiat. Er schrieb dazu unter anderem: „Ich möchte aber keineswegs behaupten, daß Lehrer das betreffende Lied von mir gestohlen hat, denn dann wäre ich ja nicht klüger als er. Viele Varianten sind möglich. Vielleicht hat jemand mein Lied gehört und ihm die Idee vorgeschlagen, ohne meinen Namen zu nennen. Ebensogut ist es möglich, daß wir unabhängig voneinander auf dieselbe Idee kamen.“
Tom Lehrer selbst sagte in einem Interview: „Kreisler ist ein Wiener, der zwei meiner Lieder gestohlen hat“, und bedankte sich ironisch bei Kreisler dafür, seine Lieder dem deutschsprachigen Publikum zugänglich gemacht zu haben.

## Auszeichnungen
- 1994: Goldenes Ehrenzeichen der Stadt Wien
- 1994: Schweizer Kabarett-Preis Cornichon[30]
- 2003: Prix Pantheon in der Kategorie Reif & Bekloppt
- 2004: Richard-Schönfeld-Preis für literarische Satire
- 2004: Bayerischer Kabarettpreis Der Goldene Spaten (Ehrenpreis)
- 2004: Stern auf dem Sterne der Satire – Walk of Fame des Kabaretts in Mainz
- 2010: Friedrich-Hölderlin-Preis der Stadt Bad Homburg

## Werke
Ein ausführlicheres, aber nicht vollständiges Werkverzeichnis ist auf den Seiten 297–311 des Buches Georg Kreisler gibt es gar nicht. Die Biografie von Hans-Juergen Fink und Michael Seufert zu finden. Noch deutlich detaillierte Verzeichnisse von Werken, Schriften und Tonaufnahmen stehen im Kreisler-Eintrag von Frédéric Döhl in der Enzyklopädie Komponisten der Gegenwart. Dieser Artikel sowie der von Michael Custodis und Albrecht Riethmüller herausgegebene Band Georg Kreisler. Grenzgänger enthalten zudem eine Reihe von Faksimiledrucken von hand- und maschinenschriftlichen Noten, Texten und Skizzen Kreislers (siehe unter Literatur). Kreislers umfangreicher künstlerischer Nachlass befindet sich im Georg-Kreisler-Archiv der Akademie der Künste Berlin.

### Diskografie

#### Singles und EPs
- Please Shoot Your Husband (enthält: It’s Great to Lead an Antiseptic Life / My Psychoanalyst Is an Idiot; Please Shoot Your Husband / I Hate You; Frikashtasni / What Are Little Girls Made Of?), Set mit drei 10″/ 78/min Platten (1947 von RCA Victor aufgenommen, nicht erschienen; siehe unter CDs, 2005)
- Joker II (enthält: Sex Is a Wonderful Habit / What Are Little Girls Made Of? / Dirty Ferdy (englische Version von Der g’schupfte Ferdl) / Good Old Ed), Amadeo 1958
- Zyankali Rock’n Roll (enthält: Zyankali / Taubenvergiften), Amadeo 1958
- Das Beste aus Kreisler’s Digest (enthält: Geh’n ma Tauben vergiften … / Zwei alte Tanten tanzen Tango / Biddla Buh / Das Triangel), Electrola 1959
- Das Kabinett des Dr. Kreisler (enthält: Weihnachten ist eine schöne Zeit / Der Liebesbrief / Sport ist gesund / Bach in Boogie-Woogie), Electrola 1959
- Das Testament des Dr. Kreisler (enthält: Der Karajanuskopf / Die Frau / Onkel Fritz / Telefonbuchpolka), Electrola 1960
- Schon wieder der Kreisler (enthält: Der Musikkritiker / Marie Galetta), Electrola 1960
- Eine Musterpackung guter Laune (enthält: La Malade à la mode (von Helen Vita) / Du bist neurotisch), Beiersdorf Werbeplatte 1960
- Das gibt es nur bei uns in Gelsenkirchen (enthält: Gelsenkirchen[32] / Der Weihnachtsmann auf der Reeperbahn), Favorit 1961
- Lieder zum Fürchten (enthält: Als der Zirkus in Flammen stand / Der Paule / Dreh das Fernsehen ab / Wiegenlied), Favorit 1963
- Max auf der Rax (enthält: Max auf der Rax / Die Wanderniere / Alpenglüh’n), Philips 1963

#### LPs
- Vienna Midnight Cabaret mit Georg Kreisler Amadeo 1957
- Vienna Midnight Cabaret mit Georg Kreisler II Amadeo 1958
- Seltsame Gesänge Philips 1959
- Seltsame Liebeslieder mit Bill Grah und seinem Orchester, Amadeo 1961
- Kreisler Meets Love Meets Jazz (enthält: You Bore Me / Please Shoot Your Husband / Antiseptic Life / Butler Burton / I Hate You / Frikashtasni, dazwischen Jazz-Stücke), Amadeo 1961/62
- Sodom und Andorra eine Parodie auf Andorra von Max Frisch, Hörspiel, Preiser 1962
- Die Georg Kreisler Platte Preiser 1962
- Lieder zum Fürchten Preiser 1963
- Unheilbar gesund Preiser 1965
- Polterabend Lieder aus dem gleichnamigen Theaterstück mit Georg Kreisler, Brigitte Brandt, Topsy Küppers, Erich Kleiber, Gunnar Möller, Herbert Prikopa und Harry Tagore, Preiser 1965
- „Nichtarische“ Arien Preiser 1966
- Sieben Galgenlieder von Georg Kreisler und Blanche Aubry, Texte von Christian Morgenstern, vertont und begleitet von Friedrich Gulda, Preiser 1967
- Die heiße Viertelstunde mit Topsy Küppers, Preiser 1968
- Anders als die andern mit Topsy Küppers, Preiser 1969
- Der Tod, das muss ein Wiener sein mit Topsy Küppers, Preiser 1969
- Everblacks Intercord 1971
- Kreisleriana Preiser 1971
- Literarisches und Nichtarisches Preiser 1971
- Heute Abend: Lola Blau. Musical für eine Frau und zwei Klaviere mit Topsy Küppers, an den Klavieren Georg Kreisler und Heinz Hruza, Preiser 1971
- Hurra, wir sterben, Auszug aus dem gleichnamigen Kabarettprogramm mit Georg Kreisler, Mathias Lange, Elena Manta, Ursula Oberst und Fritz Stavenhagen, Preiser 1971
- Vorletzte Lieder Preiser 1972
- Everblacks Zwei Intercord 1974
- Allein wie eine Mutterseele Preiser 1974
- Kreislers Purzelbäume Preiser 1975
- Rette sich wer kann Intercord 1976
- Liebeslieder am Ultimo Intercord 1977
- Mit dem Rücken gegen die Wand mit Barbara Peters, Preiser 1979
- Everblacks Drei. Intercord 1980
- Gruselkabinett mit Barbara Peters, Preiser 1981
- Elefantenhochzeit Musik zum gleichnamigen Theaterstück, Austro Mechana 1982
- Taubenvergiften für Fortgeschrittene mit Barbara Peters, 1983
- Wo der Pfeffer wächst mit Barbara Peters, Preiser 1985
- Wenn die schwarzen Lieder wieder blüh’n mit Barbara Peters, Turicaphon 1987

#### CDs
- Fürchten wir das Beste mit Barbara Peters, kip 1996
- Die alten, bösen Lieder. kip 1997
- Lieder eines jüdischen Gesellen kip 1999
- Als der Zirkus in Flammen stand mit Barbara Peters, kip 1999
- Der Aufstand der Schmetterlinge Oper, Doppel-CD, kip 2000
- Worte ohne Lieder Hörbuch, kip 2001
- Wenn ihr lachen wollt … mit Barbara Peters, kip 2001
- Lieder gegen fast alles mit Barbara Peters, kip 2002
- Das unveröffentlichte Plattendebüt von 1947 auf Georg Kreisler gibt es gar nicht. Sony Music/Scherz 2005
- Allein wie eine Mutterseele – Kreislers Purzelbäume – Vorletzte Lieder – Mit dem Rücken gegen die Wand, Membran Music Ltd., Hamburg 2006, 4 CD–ROM–Set inkl. Booklet, ISBN 3-86562-509-6
- Adam Schaf hat Angst Ein-Mann-Musical mit Tim Fischer, Sony BMG 2007
- Die alten, bösen Lieder 2 kip 2012

### Noten

#### Klaviermusik
- Drei Klavierstücke, 1947
- Fünf Bagatellen, 1953
- Sonata for Piano in drei Sätzen, 1955

Alle herausgegeben von Sherri Jones, Schott, Mainz 2012

#### Lieder und Chansons
- Thomas A. Schneider, Barbara Kreisler-Peters (Hrsg.): Georg Kreisler. Lieder und Chansons (für Gesang und Klavier). 8 Bände mit 221 Titeln, Schott Music Mainz (2014–2020). Weitere Liedveröffentlichungen befinden sich in Vorbereitung.
- Untergangssextett (vervollständigt und herausgegeben von Gerhard Wimberger), Notengrafik: Thomas A. Schneider, Schott Music Mainz.

### Bühnenwerke

#### Eigene
- Atempause:  Komödie, nie aufgeführt (1962)
- Mord nach Noten:  Fernsehkrimi mit Liedern, bestellt und nie produziert (1962)
- Sodom und Andorra:  Einakter, Parodie auf Andorra von Max Frisch, bestellt und nicht aufgeführt (als Hörspiel auf LP/CD) (1965)
- Polterabend:  uraufgeführt 26. Dezember 1965 im Bernhard-Theater Zürich, danach Komödie Berlin, Theater an der Wien und Tournee (1965)
- Hölle auf Erden:  Operette, Musik von Jacques Offenbach, aufgeführt im Opernhaus Nürnberg, danach nicht mehr (1969)
- Heute Abend: Lola Blau: Musical für eine Schauspielerin, uraufgeführt am 17. September 1971[33] in dem von 1957 bis 1977[34] zum Theater in der Josefstadt gehörenden Kleinen Theater im Konzerthaus; mit Topsy Küppers; in der Folge sehr oft gespielt, auch in anderen Sprachen (1971)
- Der tote Playboy:  Komödie mit Musik, aufgeführt im Landestheater Salzburg, danach nicht mehr (1975)
- Elefantenhochzeit:  von Wolfgang Lesowsky und Günther Nenning, Bühnenmusik von Georg Kreisler, aufgeführt im Opernhaus Graz (auch auf LP) (1981)
- Maskerade: Operette/Singspiel, Libretto und Liedtexte von Walter Reisch nach seinem Drehbuch zum gleichnamigen Musikfilm, Musik von Georg Kreisler, uraufgeführt im Rahmen der Wiener Festwochen im Theater in der Josefstadt Wien unter der musikalischen Leitung Kreislers, danach während zwei Spielzeiten gespielt, seither nicht mehr (1983)
- Oben:  musikalische Komödie, aufgeführt im Landestheater Salzburg und im Landestheater Linz, danach nicht mehr (1989)
- Die schöne Negerin:  Komödie mit Musik, nie aufgeführt (1989)
- Das deutsche Kind:  satirisches Theaterstück mit Musik, uraufgeführt in der Komödie Dresden, danach nicht mehr (1991/2001)
- Willkommen zu Hause:  Komödie mit Musik, nie aufgeführt (1995)
- Ein Tag im Leben des Propheten Nostradamus: musikalische Komödie, uraufgeführt im Anhaltischen Theater Dessau, danach nicht mehr (1996)
- Der Klezmer:  Libretto für ein Musical ohne Lieder für eine Klezmer-Gruppe und Schauspieler, bestellt, uraufgeführt 2008 vom Rocktheater Dresden (1997)
- Mister Elfenbein:  Musical, mit Art Paul (Musik), nie aufgeführt (1999)
- Du sollst nicht lieben:  Zwei-Personen-Musical in 17 Bildern mit Musik von Beethoven, J.S.Bach, Liszt, Verdi u. a., uraufgeführt in der Schlosserei des Schauspielhauses Köln und danach bis 2002 in 16 weiteren Städten (1999)
- Der Aufstand der Schmetterlinge:  satirische Oper, uraufgeführt 11. November 2000 in den Sofiensälen Wien, nur fünf Aufführungen (auch auf CD) (2000)
- Adam Schaf hat Angst oder: Das Lied vom Ende: Ein-Mann-Musical, uraufgeführt im Berliner Ensemble mit Tim Fischer (2002); Neuinszenierung von Kreisler selbst, wieder mit Tim Fischer, im Schmidt-Theater in Hamburg (2006)
- Aquarium oder: Die Stimme der Vernunft: Oper, uraufgeführt am 14. November 2009 im Volkstheater Rostock, Inszenierung von Corny Littmann[35]

#### Bearbeitungen
- Die Fee von Ferenc Molnár: Bearbeitung für das Deutsche Fernsehen (1957)
- Lumpazivagabundus von Johann Nestroy: bearbeitet und mit Liedern versehen für die Salzburger Festspiele (1962)
- Geld oder Leben (ursprünglich: David und Goliath) von Georg Kaiser: bearbeitet und mit Liedern versehen, bestellt und zunächst nicht aufgeführt (1966), uraufgeführt am 14. Juli 2023 in der Theaterruine St. Pauli Dresden[36][37]
- Das Glas Wasser oder: Ursache und Wirkungen von Eugène Scribe: neu übersetzt und mit Liedern versehen, aufgeführt am Burgtheater Wien mit Boy Gobert und in vielen weiteren Theatern (1967)
- Der Vogelhändler von Carl Zeller: neu getextet, aufgeführt im Fernsehen und an einigen Theatern (1968)
- Das Orchester von Jean Anouilh: als abendfüllendes Musical neu bearbeitet, fünf Monate auf Tournee gespielt (1985)
- Bonifácio und die Billionen von João Bethencourt: neu übersetzt und bearbeitet, in vielen Theatern aufgeführt (1985)
- Jacobi und Leidental von Hanoch Levin: bearbeitet und mit Liedern versehen, gespielt im K&K-Theater Wien, dann nicht mehr (1985)
- Tirili von Otto Grünmandl: bearbeitet und mit Liedern versehen, aufgeführt bei den Tiroler Volksschauspielen in Telfs und im Wolfgang-Borchert-Theater (Münster/Westfalen) als deutsche Erstaufführung, musikalisch eingerichtet von Thomas A. Schneider (1993)

### Buchveröffentlichungen
- Zwei alte Tanten tanzen Tango. Sanssouci, Zürich 1961.
  - als dtv-Taschenbuch mit „Seltsame Gesänge“ und Zeichnungen von Werner Hofmann. München 1964.
- Der guate alte Franz und andere Lieder. Sanssouci, Zürich 1962
- Sodom und Andorra. Estam, Schaan 1963
- Lieder zum Fürchten. Sanssouci, Zürich 1964
- Mutter kocht Vater und andere Gemälde der Weltliteratur, illustriert vom Künstler selbst. Karl Schwarzer, Wien 1967
- Nichtarische Arien. Sanssouci, Zürich 1967
- Ich weiß nicht, was soll ich bedeuten. Texte. Mit zwei Lobeserklärungen von Hans Weigel. Artemis, Zürich 1973
- Ich hab ka Lust. Dialog (Buchreihe), Henschelverlag, Berlin/DDR 1980
- Taubenvergiften für Fortgeschrittene. Heyne, München 1983
- Heute abend: Lola Blau und Nichtarische Arien. Dialog (Buchreihe), Henschelverlag, Berlin/DDR 1985
- Worte ohne Lieder. Satiren. Neff, Wien 1986
- Ist Wien überflüssig? Satiren über die einzige Stadt der Welt, in der ich geboren bin. Ueberreuter, Wien 1987
- Die alten bösen Lieder. Ein Erinnerungsbuch mit Liedertexten. Ueberreuter, Wien 1989 (angeblich sei fast die ganze Auflage bei einem Wasserschaden zerstört worden), überarbeitete Neuauflage: kip, Dinslaken 1997
- Ein Prophet ohne Zukunft. Diana, Zürich 1990
- Das Auge des Beschauers. Mit Illustrationen von Christof Gloor. Nebelspalter, Rorschach 1995
- Der Schattenspringer.  Edition día, Berlin 1995
- Heute leider Konzert. Drei Satiren. (enthält auch Mutter kocht Vater und andere Gemälde der Weltliteratur). Konkret, Hamburg 2001
- Wenn ihr lachen wollt … Ein Lesebuch. Edition Memoria, Hürth/Wien 2001, ISBN 3-930353-14-8.
- Lola und das Blaue vom Himmel. Eine Erinnerung. Edition Memoria, Hürth/Wien 2002, ISBN 3-930353-18-0.
- Mein Heldentod. Prosa und Gedichte. Arco, Wuppertal 2003, ISBN 3-9808410-3-0.
- Alles hat kein Ende. Roman. Arco, Wuppertal 2004, ISBN 3-9808410-7-3.
- Leise flehen meine Tauben. Gesungenes und Ungesungenes. Fischer, Frankfurt am Main 2005, ISBN 3-596-16946-1.
- Letzte Lieder. Autobiografie. Arche, Zürich/Hamburg 2009, ISBN 978-3-7160-2613-7.
- Zufällig in San Francisco. Unbeabsichtigte Gedichte. Verbrecher Verlag, Berlin 2010, ISBN 978-3-940426-46-8.
- Anfänge – Eine literarische Vermutung. Atrium, Zürich/Hamburg 2010, ISBN 978-3-85535-365-1.
- Georg Kreisler für Boshafte. Insel, Berlin 2010, ISBN 978-3-458-35346-1.
- Ein Prophet ohne Zukunft. Roman. Vollständig überarbeitete Neuausgabe. Verbrecher Verlag, Berlin 2011, ISBN 978-3-940426-71-0.
- Doch gefunden hat man mich nicht.[38] Postume Ausgabe zuvor unveröffentlichter Texte und Fotos. Atrium-Verlag, Zürich 2014, ISBN 978-3-85535-367-5.

## Rezeption in der Musikwelt
1997 veröffentlichten die Kassierer das Album Taubenvergiften, welches ausschließlich aus gecoverten Georg Kreisler Songs besteht.
Auch der deutsche Chansonnier Tim Fischer hat schon mehrere Alben mit Kreisler-Coversongs herausgebracht. Anlässlich Georg Kreislers hundertsten Geburtstages, welcher im Jahre 2022 gewesen wäre, veröffentlichte Fischer das Album Tigerfest als Hommage an Kreisler. Auch dieses besteht aus von Kreisler geschriebenen Chansons.
Die US-amerikanische Pianistin Sherri Jones hat klassische Klavierwerke von Kreisler, die er teils noch in seiner Zeit in den USA und teils in seinen letzten Jahren in Salzburg komponiert hat, aufgenommen und brachte sie 2015 als CD unter dem Titel Das Klavierwerk – Complete Works for Piano – Fünf Lieder für Barbara heraus. Mit daran beteiligt waren die Musiker Olivia Vermeulen (Mezzosopran) und Andreas Reiner (Violine).

## Film
- Georg Kreisler gibt es gar nicht. Eine Verbeugung. Dokumentarfilm, Deutschland, 2012, 53 Min., Buch und Regie: Dominik Wessely, Produktion: arte, ZDF, Erstsendung: 27. Februar 2013 bei arte, Inhaltsangabe von arte. Im Zuge dieser Produktion, wurden bekannte Lieder Kreislers von verschiedenen Filmemachern verfilmt und zum Teil auch als Animationsfilm umgesetzt, wie zum Beispiel Die Telefonbuchpolka von Benjamin Swiczinsky und der Gruppe Neuer Österreichischer Trickfilm.